# Удружење Екомар
Удружење Екомар је удружење за промоцију и еколошки маркетинг природних вредности. Основано је у Крагујевцу 2015. године и од тада континуирано спроводи активности које доприносе очувању заштите животне средине  . Чине га стручњаци из области биологије, екологије и еколошке политике са великим  искуством у раду на пројектима, локалног, националног и међународног значаја. Удружење је добитник признања Зелени лист за унапређење животне средине у Крагујевцу за 2020. годину.

## Активности
Највећи број активности које удружење реализује односе се на унапређење транспарентности рада локалне самоуправе у области заштите животне средине, праћење и активно укључивање у развој јавних политика у овој области на локалном нивоу и решавање еколошких проблема кроз успостављање дијалога свих заинтересованих страна.
У првим годинама Удружење се највише бавило едукацијом младих, али и шире јавности јавности, у циљу формирања еколошке свести и правилног деловања, упознавања са природним вредностима, њиховим угрожавањем и заштитом. Последњих година посвећено је унапређењу јавних политика у области заштите вода на локалном нивоу, повећању транспарентности рада локалне самоуправе у области заштите животне средине и унапређењу комуникације између доносиоца одлука и цивилног друштва.
Активности претходних реализованих пројеката иницирале су значајне промене на локалном нивоу. Удружење је у току 2021. године спровело успешну иницијативу за унапређење Локалног регистра извора загађивања, што је резултирало први пут објављивањем јавног позива привредним субјектима, и значајним повећањем броја поднетих извештаја за Локални регистар извора загађења.
У претходним годинама фокус удружења био је и на унапређењу мониторинга површинских вода града Крагујевца, посебно акумулација за спорт и рекреацију. Осим акумулација на територији града Крагујевца, Удружење посвећује пажњу очувању акумулације Гружа и других акумулација за водосанбдевање на територији републике Србије.
Удржење део својих програмских активности спроводи у оквиру Еколошко истраживачки центар „Језеро Гружа”.

## Реализовани пројекти

### Развој еколошко–едукативног комплекса "Језеро Шумарице" — фаза 1 (2016)
Пројекат је имао за циљ постављање еколошко-едукативне стазе на Шумаричком језеру,  као једном од најзначајнијих водених екосистема у граду Крагујевцу и њено повезивање са изложбеном поставком Акваријума Крагујевац, у циљу одрживог коришћења и развоја овог локалитета. У оквиру главних активности спроведено је подводно испитивање и чишћење плитког приобалног дела обале и дна језера. Након извршених активности одржана је и едукативна радионица за најмлађе. Партнери на пројекту били су КПА „Застава“ и Извиђачки одред „Артем”. Сарадник на пројекту био је Природно-математички факултет Универзитета у Крагујевцу.

### Мали водич кроз еколошке проблеме и решења града Крагујевца (2018)
Основни циљ овог пројекта био је креирање и издавање едукативне брошуре Мали водич кроз еколошке проблеме и решења у граду Крагујевцу. Брошура је објављена у сарадњи са ученицима нижих разреда основних школа који су путем учешћа у интервјуима препознали главне еколошке проблеме и заједничким идејама дошли до решења тих проблема у граду Крагујевцу. Прикупљени подаци су касније искоришћени за припрему текстова и илустрација при изради брошуре. Основна идеја била је да креирана брошура буде коришћена у школском и ваншколском образовању деце.

### Развој еколошко–едукативног комплекса "Језеро Шумарице" — фаза 2 (2019)
Основни циљеви овог пројекта били су обнова и унапређење еколошко-едукативне стазе и њена активизација у циљу едукације ученика основних школа. Прва активност подразумевала је санацију оштећења на већ постојећим инфо таблама у циљу повећања безбедности. Затим је одржан едукативни циклус под називом „Еко шампиони“ који се састојао из пет радионица за ученике основних школа. На едукативним радионицама је, заједно са полазницима, препознат и обрађен садржај који ће бити представљен на новим инфо таблама, у циљу подизања свести грађана о решавању еколошких проблема и одрживом коришћењу једног еколошки значајног локалитета.

### Транспарентност податка као битан чинилац очувања еколошких услуга хидроакумулација (2020)
Удружење Екомар спровело је овај пројекат у оквиру ширег еколошког пројекта који је спровела Београдска отворена школа у сарадњи са партнерима Младим истраживачима Србије и Инжењерима заштите животне средине. Главни циљеви пројекта били су:
- Повећање транспарентности податка о факторима и последицама угрожавања водених акумулација у условима климатских промена
- Унапређење сарадње између заинтересованих страна, управљача хидроакумулацијама и јавности
- Унапређење квалитета јавних политика у области заштите и управљања водама на локалном нивоу[7]

### Дигитални регистар загађивача на територији града Крагујевца — од објаве до акције (2020)
Циљ пројекта је формирање дигиталног простора за све Крагујевчане на којем би ефикасно и једноставно могли да пријаве све еколошке проблеме из свог окружења. Идеја овог пројекта је да се на једном месту  сакупе све пријаве грађана. Циљ ових дигиталних регистара јесте да се повежу са надлежним службама које би на тај начин имале константан увид у стање на терену али и да се покрену иницијативе за грађански активизам. Крајни циљ је успостављање боље комуникације са надлежним службама и институцијама, повећање транспарентности и покретање грађанских акција ради очувања и унапређења животне средине.

### Методе научног вредновања нетакнутих водених станишта (2021)
Слатководна станишта и њихов биодиверзитет су драгоцен природни ресурс у економском, културном, естетском, научном и образовном смислу. Међутим, ово драгоцено наслеђе данас је угрожено. Идеја пројекта је да кроз едукативну изложбену поставку и интерактивне радионице представи еколошке вредности нетакнутих подручја на територији Србије. Пројекат је подржао и финансирао Центар за промоцију науке.

### Значај успостављања мониторинга површинских вода на локалном нивоу – студија случаја Град Крагујевац (2021)
Удружење Екомар спровело је овај пројекат у оквиру ширег еколошког пројекта који је спровела Београдска отворена школа у сарадњи са партнерима Младим истраживачима Србије и Инжењерима заштите животне средине. Главни циљеви пројекта били су:
- Унапређење нивоа знања запослених у надлежним институцијама и јавности о значају континуираног и свеобухватног мониторинга површинских вода
- Унапређење начина информисања јавности о стању површинских вода и раду надлежних институција
- Унапређење јавне политике у области заштите и управљања водама[10]

### Има ли живота (у) Лепеници? (2021)
Основни циљ пројекта је спровођење свеобухватног истраживања еколошког статуса реке Лепенице, коришћењем биолошких индикатора, као што су бентосна заједница и заједница риба. Подаци прикупљени овим истраживањем објављени су и доступни јавности. Путем медија је упоредо покренута едукативна кампања о значају мониторинга вода и представљен попис загађивача реке Лепенице, као и увид у то које активности грађана и привреде загађују и негативно утичу на овај екосистем. Као важан начин укључивања грађана планирано је отварање јавног позива за достављање фотографија на тему “Лепеница кроз године”,  који је имао за циљ да јавности прикаже како су људске активности, ширење града и привреде утицали на реку Лепеницу.

### Зелена перспектива града Крагујевца (2022)
Пројекат је спроведен у циљу унапређења  укључивања јавности града Крагујевца у процесе усвајања планских докумената у области животине средине. Задатак је био да се до краја 2022. године усвоји Програм заштите животне средине града Крагујевца, који ће бити основа за управљање животном средином у граду у наредних 10 година. Активности на пројекту треба да допринесу мобилизацији грађана и заинтересоване јавности у припреми предлога Програма.

### Одговор локалних заједница на креирање планских документа од значаја за очување акумулације Гружа (2022)
Општи циљ пројекта је унапређење стања површинских вода од значаја за становнике Крагујевца кроз адекватно учешће јавности и утицај на израду Стратешке процене утицаја Просторног плана подручја посебне намене слива акумулације Гружа и Просторног плана подручја посебне намене слива акумулације Гружа. Пројекат је спроведен на територији општина Крагујевац, Кнић, Горњи Милановац и Чачак.

### Еколошка општина Кнић (2023)
Пројекат је реализован у оквиру програма подршке јавном заговарању Истражи — Оснажи Траг фондације. Циљ пројекта је подношење иницијативе за израду Програма заштите животне средине општине Кнић — документ јавне политике који  представља средство за рационално решавање приоритетних проблема у области заштите животне средине у јединицама локалне самоуправе.

### Одрживост акумулација за водоснабдевање у Србији, у време климатских промена (2023)
Пројекат има за циљ да идентификује и јавности представи стање и проблеме са којима се акумулације суочавају, посебно стављајући акценат на недостатке у управљању и спровођењу јавних политика које уређују ову област. У оквиру пројекта Удружење Екомар прати 6 акумулација. Акумулације за водоснабдевање су примарни и једини извор водоснабдевања за значајан број становника Србије и упркос значају који имају у великој мери су запуштене и суочавају се са све већим проблемима. Поред тога, промене које настају као последица климатске кризе — екстремне суше и поплаве, доприносе њиховом бржем пропадању, што због старости, што због непоштовања зоне санитарне заштите.

### Од форме до суштине (2024)
Удружење за промоцију и еколошки маркетинг природних вредности Екомар из Крагујевца је представило свој предлог измена Одлуке о јавним расправама, којим се има за циљ унапређење учешћа грађана у процесима креирања јавних политика. Овај предлог доноси нови приступ транспарентности и партиципацији, истовремено омогућавајући грађанима да активно допринесу развоју заједнице.